# Vitali Ghinzburg
Vitali Lazarevici Ghinzburg (în rusă Виталий Лазаревич Гинзбург; n. 4 octombrie 1916, Moscova, Imperiul Rus – d. 8 noiembrie 2009, Moscova, Rusia) a fost un fizician rus,de origine mixtă, preponderent evreiască, laureat al Premiului Nobel pentru Fizică în 2003, împreună cu Alexei Abrikosov și Anthony Leggett, pentru contribuțiile de pionierat în domeniul teoriei superconductorilor și superfluidelor. El a fost ales ca membru de onoare al Academiei de Științe a Moldovei.

## Biografie
Vitali Ghinzburg s-a născut în  anul 1916 la Moscova în familia inginerului, specialist în curățarea apelor, Lazăr Efimovici Ghinzburg (1863-1942, Kazan) și a medicului Augusta Beniaminovna Ghinzburg (născută Vildauer,la Mitava, actualmente Jelgava, Letonia- 1920, Moscova). A rămas de timpuriu fără mamă, fiind ulterior educat de către sora acesteia Rosa Veniaminovna Vildauer. 
Până la vârsta de 11 ani a fost educat de către tată acasă. În anul 1927 a fost admis în clasa a IY a școlii Nr. 57 de șapte clase  din Moscova, pe care a absolvit-o în anul 1931, după ce a continuat studiile la o școala industrială din cadrul unei fabrici. Ulterior a studiat de sine stătător, lucrând laborant la un laborator radiologic împreună cu viitorii săi colegi și prieteni V.A. Țukerman (1913-1993) și L.V. Altșuler (1913-2003), care i-au fost prieteni viața întreagă. În  anul 1933 a fost admis la Universitatea din Moscova, a absolvit facultatea de fizică a acesteia în  anul 1938, în același an a fost admis la doctorantură, pe care a absolvit-o în anul 1940 cu susținerea disertației de doctor în științe.
- A susținut disertația de doctor habilitat în științe în anul 1942. Din 1942 lucrează în secția de fizică teoretică a Institutului de Fizică a Academiei de științe din URSS, condusă de I.E. Tamm, ulterior devenind șef al acestei secții. Din 1947 este membru PCUS.
- În anul 1955 a semnat scrisoarea celor 300, împotriva savantului pseudogenetician Trofim Lîsenko.
- A condus catedra de fizică teoretică și astrofizică din cadrul facultății de fizică generală și aplicată a Institutului fizico-tehnic din Moscova, pe care a înființat-o.
- A susținut în măsura posibilităților activitatea fizicianului - dizident Andrei Saharov, care era subaltern în cadrul Secției de fizică teoretică a Institutului de Fizică al academiei de științe din URSS.
- A condus comisia de combatere a pseudoștiinței din cadrul Academiei de științe din Rusia.
- În ultimii ani ai vieții a fost consilier al Academiei de științe din Rusia, șef de grupă.
- A decedat la 8 noiembrie 2009 la Moscova în rezultatul unui acces de insuficiență cardiacă. Este înmormântat la Moscova la cimitirul Novodevicie la 11 noiembrie.

## Activitatea științifică
Ghinzburg este autorul a peste 400 de articole științifice în domenii variate ale fizicii  și astrofizicii și a 10 monografii științifice.
- Activitatea științifică principală a lui Ghinzburg este axată pe probleme de astrofizică și radiofizică, originea razelor cosmice, fizica plasmei, teoria radiațiilor inclusiv a radiației Vavilov - Cerenkov, optică a cristalelor, teoria supraconductibilității.
- În anul 1940 a creat teoria cuantică a efectului Vavilov - Cerenkov, și teoria radiației Cerenkov în cristale.
- În anul 1941 a observat radiații radio din cosmos pe lungimea de undă 1,87 m.
- În anul 1946 în colaborare cu I.M. Frank a elaborat teoria radiației de tranziție la trecerea dintr-un mediu în altul.
- În anul 1950 în colaborare cu L.D. Landau a creat teoria semifenomenologică a supraconductibilității (teoria Ghinzburg-Landau).
- În anul 1958 în colaborare cu Lev P. Pitaevskii a creat teoria semifenomenologică a suprafluidității (teoria Ghinzburg-Pitaevskii).
- A elaborat teoria radiației de frânare în condiții astrofizice și teoria radioastronomică a razelor cosmice.
- A fost membru din străinătate a câtorva academii de științe, redactor - șef al revistei "Uspehi Fiziceskih nauk".

În anul 1998 a întemeiat și a condus comisia de combatere a pseudoștiinței și falsificărilor științifice de pe lângă Prezidiul Academiei de Științe din Rusia. A fost membru al Comisiei academiei de științe din Rusia pentru ameliorarea stilului de lucru (de fapt, comisia pentru combaterea birocrației). A fost redactor-șef al revistei științifice "Izvestia Vuzov. Radiofizica", membru al colegiului de redacție al revistelor "Fizica nizkih temperatur" și "Pisima v Astronomicheskii Jurnal", "Nauka i Jizni", bibliotecii "Kvant" (editura "Nauka"), membru al Consiliului obștesc al săptămânalului "Literaturnaia gazeta". Ghinzburg este un renumit popularizator al științei, a susținut folosirea formulelor în lucrările de popularizare la nivelul formulelor din cursul elementar de fizică școlară. La sfârșitul anilor 80 afirma, că "actualmente poate fi considerat educat doar acea persoană, care a însușit foarte bine conținutul cel puțin al materiilor de 8 clase din școala de cultură generală". 
A fost membru al Congresului evreilor din Rusia, cea mai importantă organizație a evreilor din Rusia cu caracter laic.

#### Discipoli
- Leonid Keldîș
- Efim S. Fradkin
- David Kirjnits
- Lev Pitaevskii
- Serghei Sîrovatskii
- Leonid Ozernoi
- L. Bulaevskii
- Veaceslav Dokuceaev
- ș.a.

## Decorații și premii
- Medalia "Pentru muncă conștiincioasă în anii marelui război pentru apărarea Patriei"
- Medalia "800 de ani de la întemeierea Moscovei" (1948)
- Premiul de stat (Stalin) (1953)
- Ordinul Lenin (1954)
- Premiul Lenin (1966)
- Medialia de aur S.I. Vavilov (1995) pentru lucrări de excepție în domeniul fizicii, inclusiv pentru contribuția la explicarea fenomenului Cerenkov
- Premiul Nobel (2003) (în echipă cu A.I. Abrikosov și Anthony Leggett)

și altele

## Familia și copiii
- Prima soție (1937-1946), Olga Ivanovna Zamșa (n. 1916, Eisk), doctor în științe fizico-matematice, absolventă a facultății de fizică și matematică a Universității din Moscova, conferențiar la Institutul de inginerie fizică din Moscova, autoare a "Culegerii de probleme de fizică generală" (1968, 1972, 1975)
- A doua soție (din 1946), Nina Ivanovna Ghinzburg (născută Ermakova), absolventă a facultății de mecanică și matematică a Universității din Moscova, fizician-experimentator, ulterior deținut- politic. 
  - Fiica- Irina Vitalievna Dorman (n. 1939)- a absolvit facultatea de fizică a Universității din Moscova (1961), istoric al științei (soțul ei- fizicianul cosmolog- Leib (Lev) Isaakovici Dorman)
    - Nepoata- Viktoria Lvovna Dorman- fizician american, absolventă a Universității din Moscova și Princeton, locțiitor de decan al Princeton School of Engineering and Applied Science, soțul ei- fizicianul și literatul Mihail Petrov).

## Anticlericalism
Ghinzburg era un ateu militant în timpul regimului sovietic și a rămas la fel și după desființarea regimului comunist
 A criticat clericalismul în presa scrisă și a scris câteva cărți pe tema religiei și ateismului. De aceea, a fost atacat de partizani ai Ortodoxiei Ruse care susțineau că niciun premiu științific poate scuza atacurile sale verbale contra Bisericii Ortodoxe Ruse. A fost unul din semnatarii unei scrisori deschise adresate președintelui Federației Ruse contra clericalismului BOR.

## Fapte deosebite
- Într-unul dintre interviuri, Ghinzburg a relatat, că dragostea pentru fizica temperaturilor joase i-a provenit de la frigul pe care l-a tras în iarna din anul de război 1942.
- Ghinzburg a fost un adversar recunoscut al astrologiei și al altor preocupări oculte.
- Într-o intervenție la Radio Liberty a denunțat FSB-ul ca o instituție periculoasă pentru Rusia care favorizează revenirea în forță a stalinismului în sistemul justițiar din Rusia.